# Államok vezetőinek listája 666-ban
Ezen az oldalon az i. sz. 666-ban fennálló államok vezetőinek névsora olvasható földrészek, majd országok szerinti bontásban.

## Európa
- Bizánci Birodalom
  - Császár: II. Kónsztasz (641–668)

- Frank Birodalom
  - Király: 
    - Austrasia: II. Childerich (662–675)
    - Neustria és Burgundia: III. Chlothar (657–673)

  - Bajor Hercegség: I. Theodo (640–680)
  - Türingiai Hercegség: I. Heden (642–687)

- Longobárd Királyság
  - Király: Király: Grimoald (662–671)
  - Beneventói Hercegség
    - Herceg: I. Romuald (662–687)

  - Friuli Hercegség
    - Herceg: Arnefrid (664–666)
    - Herceg: Wechtar (666–670)

  - Spoletói Hercegség
    - Herceg: I. Transamund (663–703)

- Onogurok
  - Kagán: Batbaján (665-668)

- Vizigót Királyság
  - Király: Recceswinth (653–672)

### Britannia
- Bernicia
  - Király: Oswiu (642–670)

- Deira
  - Király: Ecgfrith (664–670)

- Dál Riata
  - Király: Domangart mac Domnaill (660-673)

- Essexi Királyság
  - Király: Sighere (664–690) és Sæbbi (664–694)

- Gwynedd
  - Király: Cadwaladr ap Cadwallon (655–682)

- Kelet-angliai Királyság
  - Király: Ealdwulf (664–713)

- Kenti Királyság
  - Király: I. Ecgberht (664–673)

- Mercia
  - Király: Wulfhere (658–675)

- Strathclyde
  - Király: Elfin (658–693?)

- Wessexi Királyság
  - Király: Cenwalh (648–672)

## Ázsia
- Csampa
  - Király: I. Vikrantavarman 653–686

- Ibériai Királyság
  - Király: II. Adarnész Patrikiosz (650–684)

- India
  - Anuradhapura
    - Király: II. Dathopa Tissa (664-673)

  - Csálukja Birodalom
    - Király: I. Vikramaditja (655–680)

  - Karkota-dinasztia
    - Király: Pratapaditja (661–711)

  - Pallava
    - Király: I. Naraszimhavarman (630–668)

- Japán
  - Császár: Tendzsi (661–672)

- Kína (Tang-dinasztia)
  - Császár: Tang Kao-cung (649–683)

- Korea
  - Kogurjo
    - Király: Podzsang (642–668)

  - Silla
    - Király: Munmu (661–681)

- Omajjád Kalifátus
  - Kalifa: I. Muávija (661–680)

- Nepál
  - Király: Narendradéva (643–679)

- Tibet
  - Király: Mangszong Mangcen (649–676)

## Afrika
- Akszúmi Királyság
  - Akszúmi uralkodók listája

## Amerika
- Copán
  - Király: Chan Imix Kʼawiil (628–695)
- Palenque
  - Király: I. K'inich Janaab Pakal (615–683)
- Tikal
  - Király: Nuun Ujol Chaak (kb. 650–679)

## Egyházfő
- Pápa: Vitalianus (657–672)
- Konstantinápolyi pátriárka: Petrosz (654–666)

## Fordítás
- Ez a szócikk részben vagy egészben  a   Liste der Staatsoberhäupter 666 című német Wikipédia-szócikk ezen változatának fordításán alapul.  Az eredeti cikk szerkesztőit annak laptörténete sorolja fel. Ez a jelzés csupán a megfogalmazás eredetét és a szerzői jogokat jelzi, nem szolgál a cikkben szereplő információk forrásmegjelöléseként.